# 인디고 아이들
인디고 아이들, 인디고 어린이, 인디고 칠드런(Indigo children)은 유사과학적 뉴에이지 개념에 따르면 특별하고 특이하며 때로는 초자연적인 특성이나 능력을 갖고 있다고 믿는 어린이이다. 이 아이디어는 1960년대 후반부터 인디고 아이들을 발견했다고 쓴 낸시 앤 태프(Nancy Ann Tappe)가 1970년대에 개발한 개념을 기반으로 한다. 그녀의 아이디어는 리 캐럴(Lee Carroll)과 잰 토버(Jan Tober)에 의해 더욱 발전되었다. 인디고 아이들의 개념은 1990년대 후반에 일련의 책이 출판되고 이후 10년 동안 여러 편의 영화가 개봉되면서 대중적인 관심을 얻었다. 인디고 아이들의 개념과 그들의 본성과 능력에 대한 믿음을 둘러싼 다양한 책, 컨퍼런스 및 관련 자료가 만들어졌다. 이러한 믿음에 대한 해석은 인간 진화의 다음 단계라는 것부터 동료보다 더 공감적이고 창의적이라는 믿음까지 다양하다.
인디고 아이들의 존재나 특성에 대한 신뢰성을 제공하는 과학적 연구는 없다. 일부 부모는 학습 장애 진단을 받은 자녀를 인디고 아이로 표시하여 대안으로 진단하기로 선택한다. 비평가들은 이를 부모가 소아 치료나 정신과 진단을 고려하지 않는 방법으로 간주한다. 인디고 아이들을 묘사하는 데 사용되는 일부 특성 목록은 포러 효과의 한 형태인 대부분의 사람들에게 적용할 수 있을 만큼 모호하다는 비판도 받아왔다.